# Guillermo Corral van Damme
Guillermo Corral van Damme (Portugalete, 19 de noviembre de 1971) es un escritor y  diplomático español. Fue embajador de España en Estonia (2021-2025).

## Carrera diplomática
Tras licenciarse en Derecho en la Universidad de Valladolid ingresó en la carrera diplomática (1997).
Ha estado destinado en las representaciones diplomáticas de España en Turquía, Tanzania y ante la Unión Europea. 
En España ha sido: Comisario General Adjunto para la conmemoración del XXV Aniversario de los Premios Príncipe de Asturias (2005); director de Relaciones Internacionales e Institucionales de la Casa Separad-Israel; vocal asesor para asuntos internacionales en el Gabinete del Ministro de Cultura (2007); director general de Política e Industrias Culturales (2008-2010); agregado cultural a la Embajada de España en Estados Unidos (2010) y Consejero Cultural en Embajada de España en Cuba (2015).
Fue embajador de España en Estonia (2021-2025).

## Publicaciones
Ha publicado:
- Un libro de relatos: Mientras crece el bosque, La Pereza Ediciones, 2015[4]
- Diversas historias en revistas como Granta, Sibila o Librújula.
- Un guion de historieta El tesoro del Cisne Negro, una ficción basada en hechos reales.[5]